# Mosquée de Larabanga
La mosquée de Larabanga est une mosquée située à Larabanga, au Ghana.

## Caractéristiques

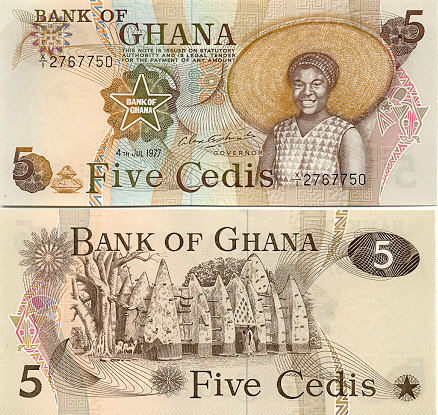
Illustration de la mosquée de Larabanga sur un billet de cinq cedi.

La mosquée est située dans le village de Larabanga, une localité du centre de la région du Nord. L'édifice est construit en terre et son architecture est influencée par l'architecture soudanaise : elle comporte des tours pyramidales et fait usage de poutres horizontales qui dépassent de sa façade. Elle mesure environ 8 m de côté. Elle possède quatre portes, l'une pour le chef du village, une autre pour les hommes, une troisième pour les femmes et la dernière pour le muezzin. Son angle nord-ouest comporte un minaret.

## Historique
La date de construction de la mosquée de Larabanga n'est pas connue avec certitude. Réputée être la mosquée la plus ancienne du Ghana — voire de l'Afrique de l'Ouest —, les dates avancées pour sa construction s'étendent du XIIIe au XVIIe siècle. 
À la suite d'une restauration inappropriée dans les années 1970, l'édifice est mentionné en 2002 dans la liste des monuments en danger du Fonds mondial pour les monuments, l'un de ses minarets s'étant effondré en 2000 à la suite d'un orage. La compagnie American Express fournit 50 000 $ pour la restauration ; le Fonds s'est chargé de réexaminer l'état de conservation du site et de financer une équipe d'artisans locaux pour le restaurer.